# Johnny English colpisce ancora
Johnny English colpisce ancora (Johnny English Strikes Again) è un film del 2018 diretto da David Kerr.
La pellicola è il terzo capitolo della serie comica di Johnny English, agente speciale dell'MI7 interpretato da Rowan Atkinson, iniziata col film Johnny English (2003) e proseguita con Johnny English - La rinascita (2011).

## Trama
L'MI7 è stato preso di mira da un massiccio attacco informatico dal sud della Francia, esponendo le identità di tutti i suoi attuali agenti sul campo. Di conseguenza, l'MI7 è costretto a ripristinare i vecchi agenti inattivi al fine di rintracciare i colpevoli dietro l'attacco. Tra gli agenti reintegrati c'è Johnny English, che, dopo gli eventi in Svizzera, si è ritirato dal servizio segreto e lavora come insegnante di geografia, anche se in realtà trascorre la maggior parte del tempo a formare i suoi giovani studenti nelle arti dello spionaggio.
Tornato al MI7, English inabilita accidentalmente tutti gli altri agenti in pensione che sono stati riportati in servizio, lasciandolo solo ad affrontare la missione.
In ciò viene aiutato dal suo vecchio assistente, Bough, che, dopo i fatti di Londra, è ancora un impiegato del MI7. English e Bough riprendono le loro attrezzature e per rimanere invisibili al cyber-aggressore, abbandonano i loro telefoni cellulari e scelgono una vecchia Aston Martin come mezzo di trasporto per la loro missione nel sud della Francia.
Arrivano all'Hotel Magnifique di Antibes, il luogo da cui potrebbe venire l'attacco informatico. Travestiti da camerieri, riescono a rubare un telefono cellulare con una fotografia del loro prossimo obiettivo, un avanzato yacht chiamato Dot Calm. Mentre prepara i gamberi al flambé, English dà fuoco al ristorante dell'hotel e la coppia scappa prima che possano essere catturati.
Individuano lo yacht in un vicino porto turistico e fanno un tentativo di sgattaiolare a bordo durante la notte. Sono catturati da un'agente russa a bordo chiamata Ophelia Bhuletova, ma fuggono dalla stanza in cui sono detenuti e scoprono una vasta gamma di server informatici all'interno dello yacht.
Tornati a riva, decidono di seguire Ophelia quando la vedono lasciare lo yacht. Alla fine del maldestro inseguimento, Ophelia concorda con English un incontro all'Hotel de Paris a Cagnes-sur-Mer. Più tardi quella sera, mentre Johnny incontra Ophelia al bar dell'hotel, Bough scopre prove che suggeriscono che potrebbe essere una spia.
English, ora infatuato di Ofelia, rifiuta categoricamente l'ipotesi di Bough. Più tardi quella notte, Ophelia riceve ordini dai suoi superiori di eliminare English, ma non riesce a farlo.
Nel frattempo, la Prima Ministra incontra il miliardario della Silicon Valley, Jason Volta. Un'ulteriore serie di attacchi informatici costringe la Prima Ministra e Volta a consolidare un accordo da rivelare durante una prossima riunione del G12. English e Bough tornano a casa e, dopo aver appreso che Volta è il proprietario del Dot Calm e che è la mente del cyber attacco, cercano prove convincenti.
Il MI7 incarica quindi English e Bough di infiltrarsi nella dimora di Volta; qui, Johnny registra le prove dei piani malvagi di Volta con un telefono cellulare, ma viene catturato insieme a Ophelia, rivelatasi una spia sotto copertura. Riesce a fuggire, ma scambia accidentalmente il proprio telefono cellulare sbagliato, perdendo così le prove.
La Prima Ministra, dopo l'ennesima figuraccia di English, lo licenzia e decide di procedere con l'incontro del G12 in Scozia. Bough convince tuttavia l'amico a continuare e fermare Volta senza il supporto dell'MI7. Richiedono l'assistenza della moglie di Bough, Lydia, il capitano di un sottomarino della Marina, e arrivano sul luogo dell'incontro, un vecchio maniero scozzese.
Nella torre del castello, Ophelia tenta di uccidere Volta, ma questi se ne avvede e tenta di assassinarla.
Fortunatamente, English si arrampica sulla torre usando una tuta e riesce a intervenire prima che Volta possa uccidere Ophelia, ma successivamente cade dalla torre a causa di una cinghia intrappolata in una finestra. Ophelia approfitta del caos per fuggire.Volta si unisce alla Prima Ministra e agli altri leader del G12 per l'incontro e rivela il suo vero piano: egli infatti mira al controllo sui dati dei loro paesi. English decide di chiamare Pegasus per chiedere aiuto, ma il suo cellulare crea un'interferenza con la strumentazione del sottomarino, dando così inavvertitamente il via ad un attacco missilistico contro lo yacht di Volta, che affonda con tutte le sue attrezzature, facendo fallire il piano del miliardario.
English, Bough e Ophelia inseguono Volta, mentre si dirige verso il suo elicottero per scappare e reindirizzare l'attacco al suo server del Nevada.
Alla fine, English lancia il proprio tablet contro la testa di Volta, tramortendolo. Volta e i suoi uomini vengono arrestati e la Prima Ministra elogia English per il suo coraggio. Ritornato a scuola, English trova i suoi studenti che gli danno un benvenuto da eroe. Il film termina con il preside che sta per mangiare una delle gelatine esplosive dell'MI7, con grande orrore di English.

## Produzione

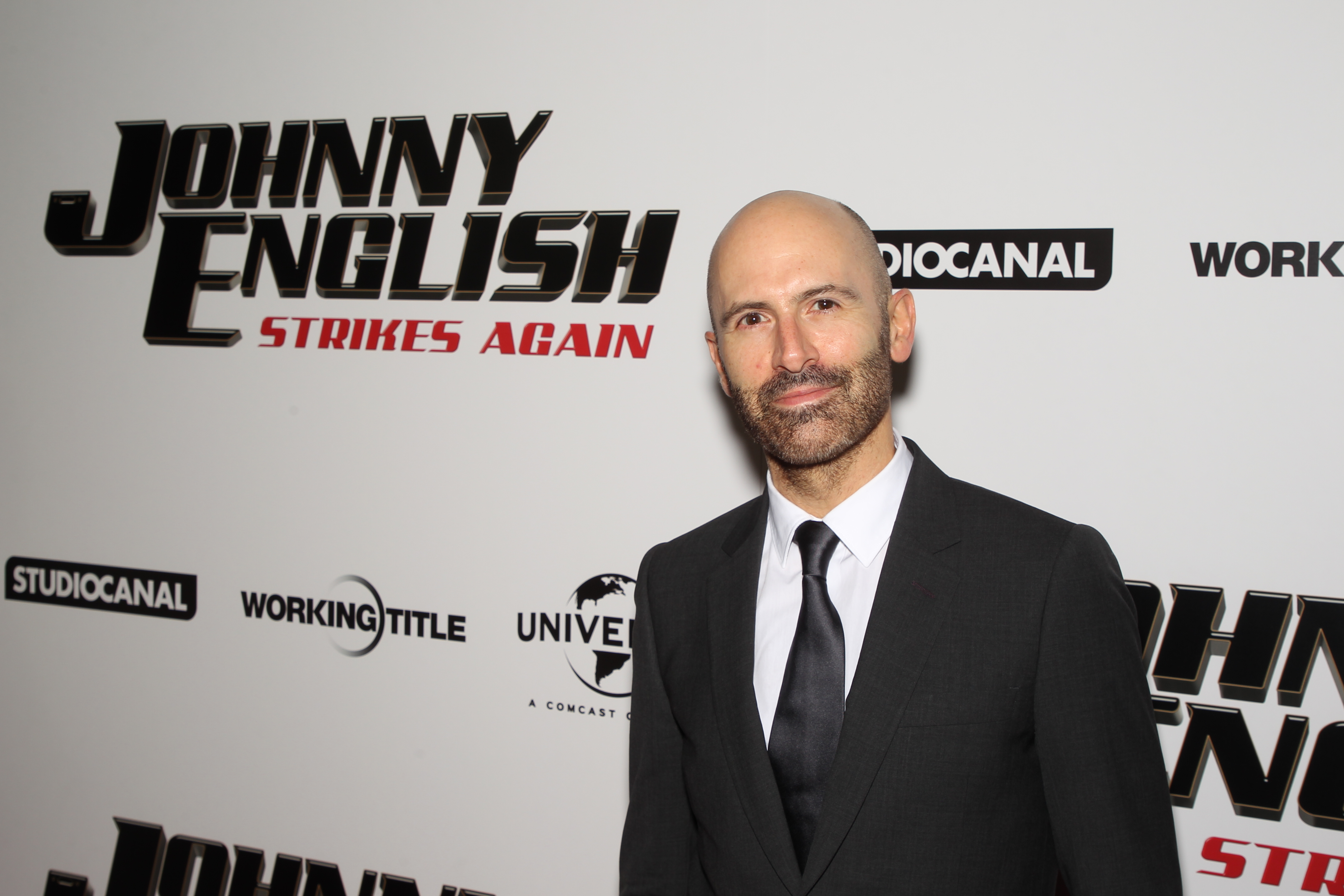
Il regista David Kerr all'anteprima statunitense del film

Nel maggio 2017 è stato annunciato che Rowan Atkinson sarebbe tornato a interpretare Johnny English per il terzo film del serie, diretto da David Kerr.
Il budget del film è stato di 25000000 $.

### Cameo
Nel film appaiono in un cameo Charles Dance, Michael Gambon ed Edward Fox, rispettivamente nei panni degli agenti Five, Seven e Nine.

### Riprese
Le riprese del film sono iniziate il 3 agosto 2017.

## Promozione
Il primo teaser trailer del film viene diffuso il 4 aprile 2018, seguito il giorno seguente dal trailer esteso. Il 28 agosto è uscito il secondo trailer in lingua originale, mentre quello Italiano è stato diffuso il 3 settembre.

## Distribuzione
Il film, inizialmente previsto per il 26 settembre 2018 nelle sale statunitensi, è stato distribuito dalla Universal Pictures nelle sale cinematografiche del Regno Unito dal 5 ottobre 2018, in Italia dall'11 ottobre, e negli Stati Uniti dal 26 ottobre.

## Accoglienza

### Incassi
Il film ha incassato 158972499 $ in tutto il mondo.

### Critica
Sull'agregatore Rotten Tomatoes il film riceve il 37% delle recensioni professionali positive con un voto medio di 4,80 su 10 basato su 108 critiche, mentre su Metacritic ottiene un punteggio di 39 su 100 basato su 22 recensioni.